# Angerfist

Angerfist ohne Maske am 20. September 2008 im New Bambu, Neustadt in Holstein

Angerfist (englisch: „Zornesfaust“ oder „Wutfaust“; bürgerlicher Name: Danny J. Masseling) (* 20. Juni 1981 in Denekamp, Niederlande) ist ein niederländischer Hardcore-Techno-Musiker und DJ.

## Karriere
Masselings Karriere begann, als Mark Vos (alias DJ Buzz Fuzz) ihn unter Vertrag nahm und seine EPs unter den Pseudonymen „Menace II Society“ und „Angerfist“ aufnahm. Masseling ist als Musiker und DJ in der Hardcore Techno-/Gabber-Szene bekannt. Weitere Pseudonyme sind „Kid Morbid“, „Denekamps Gespuis“ und „Bloodcage“.
Masselings Produktionen unter dem Pseudonym Angerfist enthalten oft Vocalsamples, die von Serienmördern und Psychopathie handeln: Maniac Killa, Criminally Insane, Cannibal, und A Touch Of Insanity.
2005 wirkte Masseling zusammen mit Jeroen Streunding von Neophyte, Evil Activities und DJ Outblast an dem Track Time To Make A Stand (als „Hardcore United“) mit. Der Track ist die Hymne der antirassistischen Hardcore United-Party, die am 25. Juni 2005 im niederländischen Eindhoven stattfand. Am 25. März 2006 erschien sein erstes Angerfist-Album „Pissin' Razorbladez“.
2008 erschien sein zweites Album „Mutilate“ und 2011 sein drittes Album „Retaliate“. Im Jahr 2014 erschien sein Album „The Deadfaced Dimension“.
Auf Szenepartys (wie Syndicate, Masters of Hardcore) tritt Danny Masseling als Angerfist auf. Bei seinen Live-Auftritten begleitet ihn oft MC Prozac, wobei sie immer Masken tragen, die jener von Jason Voorhees ähneln.
Am 28. November 2015 wurde sein fünftes Album „Raise & Revolt“ veröffentlicht, welches auch einige bekanntere Tracks vorangegangener Alben, wie „Knock Knock“, „Retaliate“ und „Take U Back“ enthält.
Über das Label Masters of Hardcore wurde am 2. Dezember 2017 sein sechstes Album „Creed Of Chaos“ veröffentlicht. Das Album enthält Features von anderen bekannten Künstlern/Produzenten, wie DJ Outblast, Furyan und Tha Watcher.
Am 23. November 2019 erschien sein siebtes Album namens „Diabolic Dice“. Besonders an diesem Album ist, dass es nur 6 Lieder enthält (für jede Seite des Würfels einen Song). Des Weiteren sind auf diesem Album nur Sololieder von Angerfist enthalten.

## Diskografie
Alben
| Jahr | Album                        |
| ---- | ---------------------------- |
| 2006 | Pissin' Razorbladez          |
| 2008 | Mutilate                     |
| 2009 | Giftbox (Mixed by Angerfist) |
| 2011 | Retaliate                    |
| 2013 | Lethal Generation EP         |
| 2014 | Mutant Moshpit Ravetunes EP  |
| 2014 | The Deadfaced Dimension      |
| 2015 | Raise & Revolt               |
| 2017 | Creed of Chaos               |
| 2019 | Impact EP                    |
| 2019 | Diabolic Dice                |
| 2020 | Immortality EP               |

Singles
| Jahr | Release                                             | Bemerkung                                                          |
| ---- | --------------------------------------------------- | ------------------------------------------------------------------ |
| 2002 | Criminally Insane                                   | -                                                                  |
| 2003 | Breakin' Down Society                               | -                                                                  |
| 2003 | Sons of Satan                                       | -                                                                  |
| 2004 | Raise Your Fist                                     | -                                                                  |
| 2006 | Broken Chase                                        | -                                                                  |
| 2006 | Towards Isolation                                   | -                                                                  |
| 2008 | Alles Kut Enter                                     | mit Tomcat & Rudeboy                                               |
| 2008 | In a Million Years                                  | -                                                                  |
| 2008 | Mutilate E.P.                                       | -                                                                  |
| 2008 | Radical                                             | Official Dominator 2008 Anthem                                     |
| 2009 | Bite Yo Style                                       | -                                                                  |
| 2009 | No Fucking Soul                                     | -                                                                  |
| 2009 | Remixes & Refixes                                   | Remix Vinyl von verschiedenen Tracks                               |
| 2009 | Tonight                                             | mit Crucifier                                                      |
| 2010 | The Voice of Mayhem                                 | mit DJ Outblast / The Official 15 Years Masters Of Hardcore Anthem |
| 2010 | A New Level of Freak                                | mit T-Junction                                                     |
| 2010 | S-Type Benz                                         | mit Predator                                                       |
| 2010 | And Jesus Wept                                      |                                                                    |
| 2011 | Incoming                                            |                                                                    |
| 2011 | Just Know                                           | mit Tieum                                                          |
| 2011 | Shitty Rave Track                                   | mit Tieum                                                          |
| 2011 | Marshall Masters - I Like It Loud (Angerfist remix) |                                                                    |
| 2011 | Odious                                              | mit Outblast                                                       |
| 2011 | Retaliate                                           |                                                                    |
| 2011 | Perfect Fury                                        |                                                                    |
| 2011 | Raise Your Fist Again                               | mit Mc Syco                                                        |
| 2011 | Bloodrush                                           | mit Miss K8                                                        |
| 2011 | Assault                                             | mit Radium                                                         |
| 2011 | Conspiracy                                          |                                                                    |
| 2011 | Dortmund 2011                                       | mit Mc Syco                                                        |
| 2011 | The Before                                          | mit Dyprax                                                         |
| 2011 | F@cking with Yo Head                                | mit T-Junction                                                     |
| 2011 | Still Krazy                                         |                                                                    |
| 2011 | Deathmask                                           | mit Drokz                                                          |
| 2013 | Temple of Disease                                   |                                                                    |
| 2014 | Knock Knock                                         |                                                                    |
| 2017 | HOAX                                                | mit Furyan                                                         |
| 2017 | Criminally Insane (Para Italia & Dr. Peacock Remix) |                                                                    |
| 2017 | Mess With the Wrong Man                             |                                                                    |
| 2018 | Hustlers                                            | mit System Overload                                                |
| 2018 | Creature                                            |                                                                    |
| 2018 | Critter                                             |                                                                    |
| 2019 | Bare Knuckle Fist                                   | mit N-Vitral                                                       |
| 2019 | Impact                                              | mit Miss K8                                                        |
| 2019 | Get it lit                                          | mit Miss K8                                                        |
| 2019 | Rally Of Retribution                                | mit Nolz / Official Dominator 2019 Anthem                          |
| 2019 | Primal Instinct                                     | mit Stereotype                                                     |
| 2019 | Hittin Switches                                     |                                                                    |
| 2020 | Madrid                                              |                                                                    |
| 2020 | Mighty Methods                                      |                                                                    |
| 2020 | Born to Rule                                        |                                                                    |
| 2020 | R3VOLUTION                                          |                                                                    |
| 2020 | Virtual Disaster                                    | mit Gridkiller                                                     |
| 2020 | Reprogrammer                                        | mit Mike Redman                                                    |
| 2020 | Face My Style                                       | mit Tha Watcher                                                    |
| 2021 | Break of Dawn                                       |                                                                    |
| 2021 | You Ain't Real                                      | mit Restrained                                                     |
| 2021 | What Happened                                       |                                                                    |
| 2021 | The Prophecy                                        | mit Tha Playah                                                     |
| 2022 | Beyond Strength                                     |                                                                    |
| 2022 | The Other Side                                      |                                                                    |
| 2023 | Breinbreker                                         | mit Miss K8                                                        |

## Persönliches
Angerfist lebt im niederländischen Hengelo.